# 1. Garde-Ulanen-Regiment

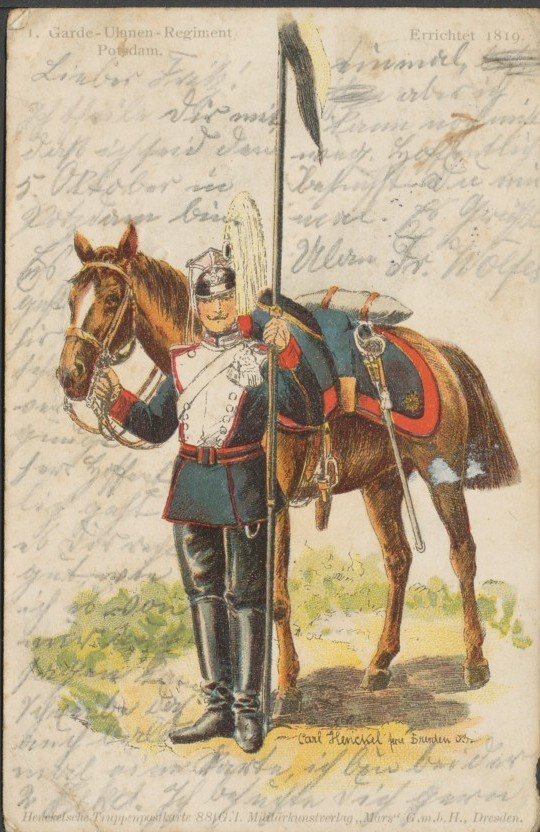
1. Garde-Ulanen-Regiment

Das 1. Garde-Ulanen-Regiment war ein Kavallerieverband des Gardekorps der Preußischen Armee mit Garnison in Potsdam.

## Geschichte
Der Verband wurde am 14. April 1819 als Garde-Landwehr-Kavallerie-Regiment aufgestellt und formierte sich zu vier Eskadronen. Die etatmäßige Stärke betrug 26 Offiziere, 64 Unteroffiziere und 544 Mannschaften. Aus Teilen des Regiments formierte sich zum 3. August 1821 das 2. Garde-Landwehr-Kavallerie-Regiment. Durch Kabinettsorder vom 30. März 1826 erhielt der Verband den neuen Namen 1. Garde-Ulanen-(Landwehr-)Regiment.
1835 nahm die 2. Eskadron an der Revue von Kalisch teil. Ab dem 2. Oktober 1851 führte der Verband die Bezeichnung 1. Garde-Ulanen-Regiment.

### Deutscher Krieg
Das Regiment kämpfte 1866 im Deutschen Krieg in der Schlacht von Königgrätz.

### Deutsch-Französischer Krieg
Im Krieg gegen Frankreich 1870/71 war das Regiment u. a. bei Sedan sowie der Belagerung von Paris im Einsatz.

### Erster Weltkrieg

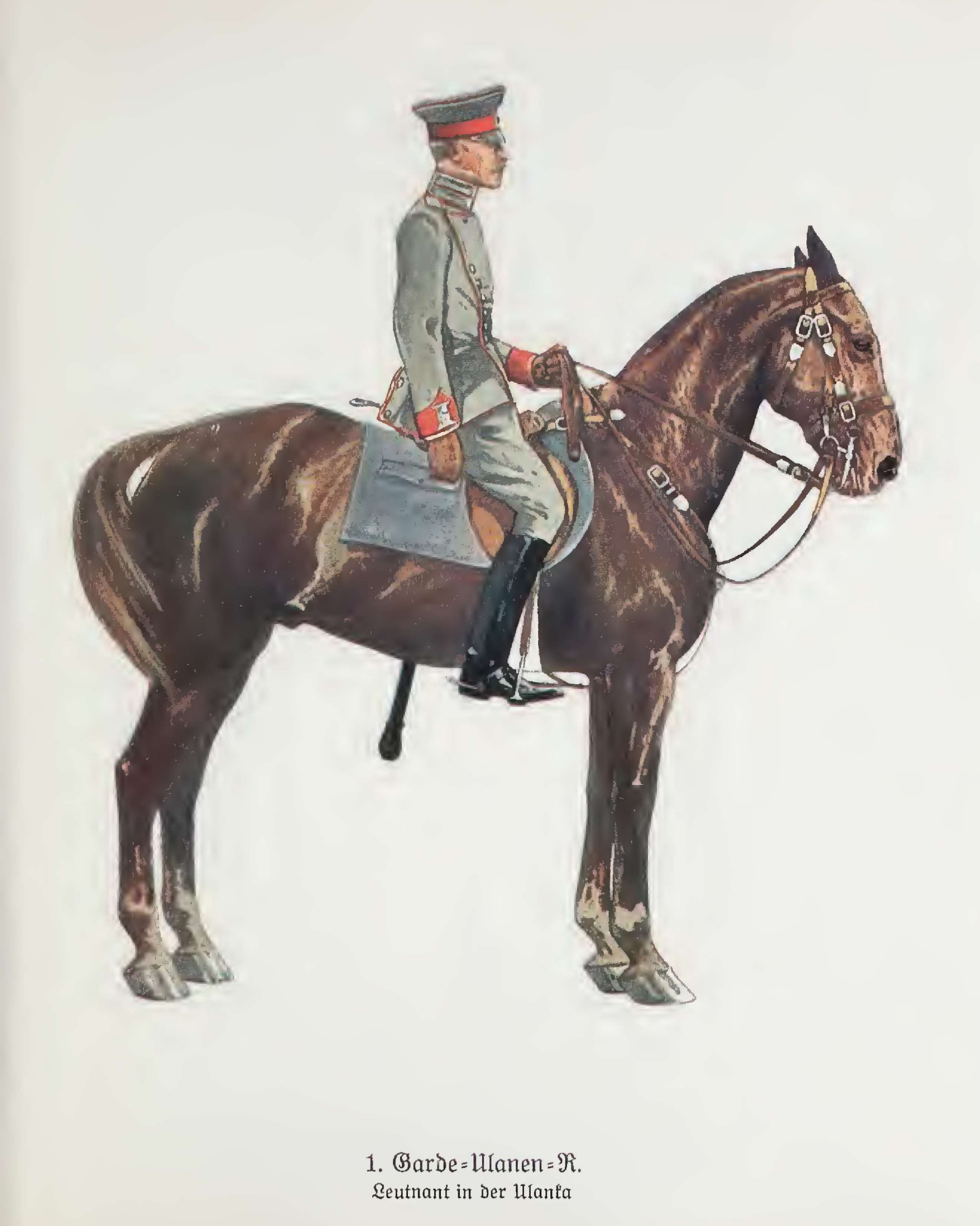
Leutnant des Regiments in der feldgrauen Ulanka (1915)

Im Ersten Weltkrieg wurde das Regiment, das zur Garde-Kavallerie-Division gehörte, dem Höheren Kavallerie-Kommando 1 (H.K.K. 1) unter Generalleutnant Manfred von Richthofen zugeteilt. Dieses sollte zunächst vor der Front der deutschen 3. und 4. Armee möglichst schnell durch die Ardennen hindurch in Richtung auf Dinant Raum gewinnen, ehe der Gegner die Gebirgsengen sperrte. Am 14. August war nach anstrengenden Märschen auf den ungewohnten, harten Bergstraßen, ohne Aufenthalt durch die feindliche Kavallerie, aber oft belästigt durch die am Kampf teilnehmende Bevölkerung, die Gegend östlich Dinant erreicht. Der Gegner hatte das westliche Maas-Ufer besetzt, nur schwächere Aufklärungsabteilungen standen noch diesseits des Flusses. Bis zum 19. August wurde durch zahlreiche Patrouillen und mehrfache gewaltsame Vorstöße des Kavalleriekorps Klarheit über die Besetzung der Maas-Linie erreicht. Das Regiment bestand bei Houx im Maastal nördlich Dinant am 15. August 1914 seinen ersten ernstlichen Kampf. Inzwischen waren die deutschen Armeen angetreten. In den nächsten Tagen wurde auf Befehl der Obersten Heeresleitung das HHK 1 nördlich um Namur herum auf das linke Maasufer gezogen und dem Führer der 2. Armee, Generaloberst Karl von Bülow, unterstellt.

### Verbleib
Die Tradition übernahm in der Reichswehr durch Erlass des Chefs der Heeresleitung General der Infanterie Hans von Seeckt vom 24. August 1921 die 3. Eskadron des 4. (Preußisches) Reiter-Regiments in Potsdam.

## Denkmal
Bereits 1920 – enthüllt am 18. Oktober – ließen die ehemaligen Angehörigen des Regiments ihren in den Kriegen gefallenen und verstorbenen Kameraden am Ruinenberg Potsdam ein Denkmal errichten. Die Figur des Denkmals, ein nur mit Stahlhelm bekleideter sterbender Krieger, ist von Bildhauer Wilhelm Wandschneider entworfen und in Muschelkalkstein ausgeführt worden. Es wurde nach 1945 entfernt und zerstört.

## Kommandeure
| Dienstgrad                  | Name                                     | Datum                                                          |
| --------------------------- | ---------------------------------------- | -------------------------------------------------------------- |
| Major/Oberstleutnant        | Ferdinand Wilhelm von Trotha             | 14. April 1819 bis 27. Oktober 1826                            |
| Major/Oberstleutnant/Oberst | Adam von Tümpling                        | 30. März 1827 bis 29. März 1835                                |
| Major                       | Karl von Ledebur                         | 30. März bis 19. Mai 1838 (mit der Führung beauftragt)         |
| Major/Oberstleutnant/Oberst | Karl von Ledebur                         | 20. Mai 1838 bis 22. Mai 1845                                  |
| Oberstleutnant              | Wilhelm Finck von Finckenstein           | 23. Mai bis 31. August 1845 (mit der Führung beauftragt)       |
| Major                       | Leopold von Arnim                        | 18. Oktober 1845 bis 14. Mai 1846 (mit der Führung beauftragt) |
| Major/Oberstleutnant/Oberst | Leopold von Arnim                        | 15. Mai 1846 bis 14. April 1852                                |
| Oberstleutnant              | Alexander von Hanstein, gen. Graf Pölzig | 15. April 1852 bis 19. Juli 1854                               |
| Oberstleutnant/Oberst       | Wilhelm von Tümpling                     | 20. Juli 1854 bis 26. November 1857                            |
| Oberstleutnant              | Heinrich von Witzleben                   | 27. November 1857 bis 24. Juli 1859                            |
| Major                       | Enno von Colomb                          | 25. Juli 1859 bis 23. Juli 1861 (mit der Führung beauftragt)   |
| Major/Oberstleutnant/Oberst | Enno von Colomb                          | 24. Juli 1861 bis 4. März 1867                                 |
| Oberstleutnant              | Valentin von Massow                      | 05. März 1867 bis 12. März 1868                                |
| Major/Oberstleutnant/Oberst | Wichard von Rochow                       | 22. März 1868 bis 10. November 1871                            |
| Oberstleutnant/Oberst       | Karl von Eller-Eberstein                 | 11. November 1871 bis 10. November 1876                        |
| Oberstleutnant/Oberst       | Alfred von Schlieffen                    | 11. November 1876 bis 24. März 1884                            |
| Oberstleutnant/Oberst       | Philipp August von Croÿ                  | 25. März 1884 bis 15. April 1889                               |
| Major/Oberstleutnant        | Adalbert von Ploetz-Groß Weckow          | 13. Oktober 1890                                               |
| Oberst                      | Gottfried Rabe von Pappenheim            | 14. Oktober 1890 bis 19. Mai 1893                              |
| Oberstleutnant              | Bernhard von der Schulenburg             | 20. Mai 1893 bis 17. August 1897                               |
| Oberst                      | Florentin von Schmidt-Pauli              | 18. August 1897 bis 19. Juli 1898                              |
| Oberstleutnant              | August von Steinau-Steinrück             | 20. Juli 1898 bis 25. März 1902                                |
| Oberstleutnant/Oberst       | Hans von Boehn                           | 26. März 1902 bis 26. Januar 1904                              |
| Oberstleutnant/Oberst       | Karl von Alten-Dunau                     | 27. Januar 1904 bis 8. Februar 1908                            |
| Oberst                      | Raimund von Pelet-Narbonne               | 09. Februar 1908 bis 20. April 1911                            |
| Oberstleutnant/Oberst       | Otto von Arnim                           | 21. April 1911 bis 3. Mai 1915                                 |
| Oberstleutnant              | Eberhard von Armin                       | 04. Mai 1915 bis 22. Juni 1917                                 |
| Oberstleutnant              | Max Hoffmann von Waldau                  | 23. Juni bis 9. August 1917                                    |
| Major                       | William Halling                          | 14. August 1917 bis 13. März 1919                              |
| Oberstleutnant              | Bernhard von Schlebrügge                 | 14. März 1919 bis Auflösung                                    |